# Takahiro Ogihara
Takahiro Ohgihara (扇原 貴宏  Ohgihara Takahiro; Sakai, 5 de Outubro de 1991) é um futebolista japonês que atua como médio-defensivo no Yokohama F. Marinos.

## Carreira
Takahiro Ohgihara começou a carreira no Cerezo Osaka.

## Títulos
- Copa do Leste Asiático (1) : 2013
- J-League de 2019